# Lelling
Lelling är en kommun i departementet Moselle i regionen Grand Est (tidigare regionen Lorraine) i nordöstra Frankrike. Kommunen ligger i kantonen Grostenquin som tillhör arrondissementet Forbach. År 2022 hade Lelling 460 invånare.

## Befolkningsutveckling
Antalet invånare i kommunen Lelling
| Referens: INSEE |